# Psychiatrie in Litauen

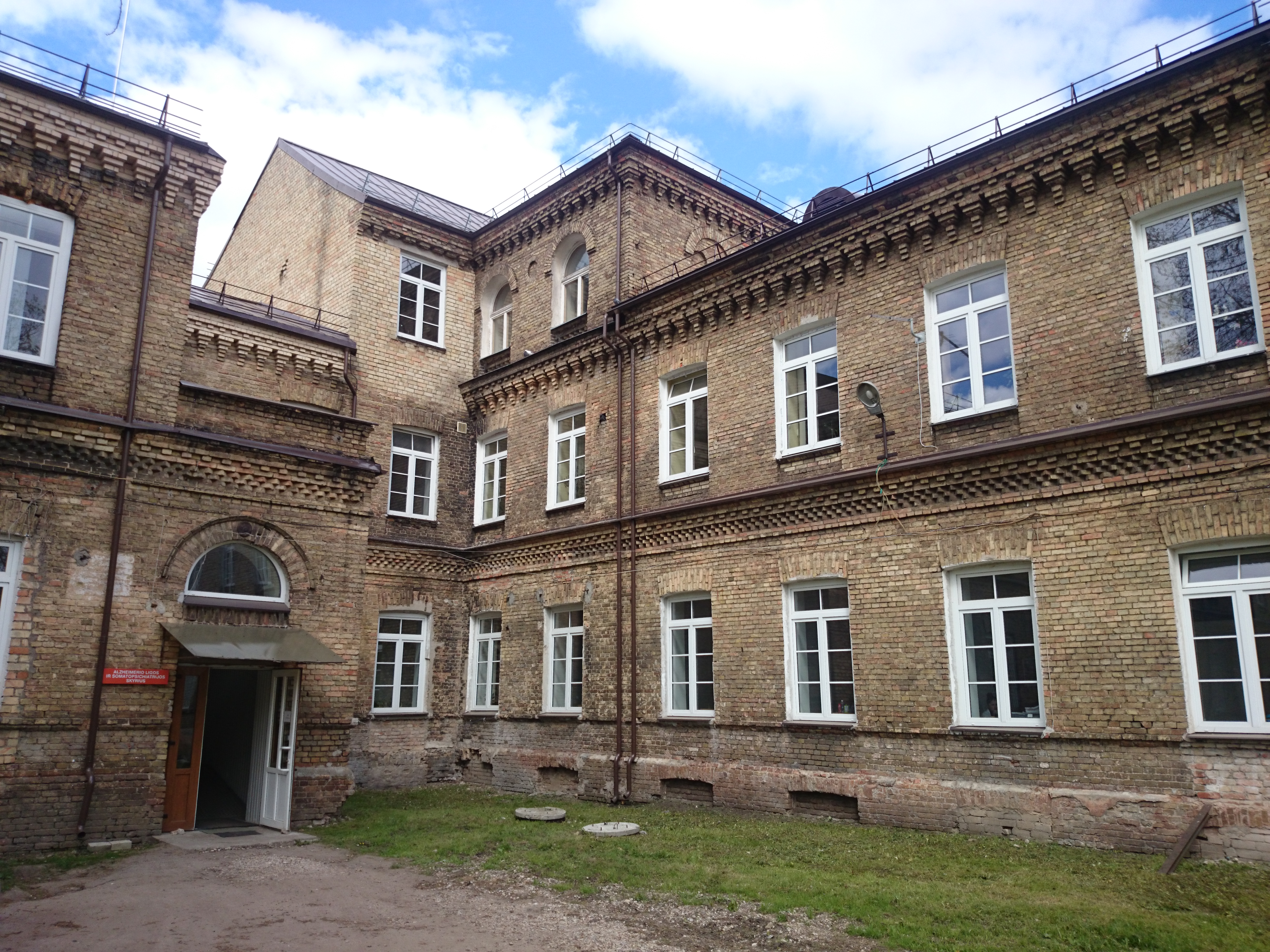
Psychiatrische Republikklinik Vilnius

Psychiatrie in Litauen ist Teil des Gesundheitssystems Litauens. Die erste psychiatrische Klinik in Litauen wurde 1632 in der litauischen Hauptstadt Vilnius, in der Nähe von St. Kirchen des Kreuzes, gegründet. Die erste klassische psychiatrische Klinik war in Naujoji Vilnia (derzeit als Psychiatrische Republikklinik Vilnius bezeichnet), in die 1903 die ersten Patienten aufgenommen wurden.
Derzeit bestehen 5 spezialisierte psychiatrische Kliniken, vier staatlich und eine privat. Die Abteilungen für Kinderpsychiatrie bestehen in Vilnius, Kaunas, Klaipėda, Rokiškis, Šiauliai. Die Psychiater werden an der Universität Vilnius und an der LSMU in Kaunas ausgebildet. Es gibt das Gerichtspsychiatrieamt am Gesundheitsministerium Litauens.

## Krankenhäuser
- Psychiatrische Republikklinik Vilnius
- Zentrum für psychische Gesundheit der Stadt Vilnius
- Psychiatrisches Krankenhaus Rokiškis
- „Ąžuolyno klinika“ (erste private Klinik), Vilnius
- Psychiatrisches Krankenhaus Švėkšna, Rajongemeinde  Šilutė

## Psychiatrische klinische Abteilungen
Psychiatrische Abteilungen bestehen in folgenden Krankenhäusern:
- Kliniken Kaunas
- Santaros-Kliniken, Vilnius
- Krankenhaus Kėdainiai
- Krankenhaus Klaipėda
- Krankenhaus Šiauliai
- Krankenhaus Mažeikiai